# 熊本大学教育学部附属特別支援学校
熊本大学教育学部附属特別支援学校（くまもとだいがくきょういくがくぶふぞくとくべつしえんがっこう）は、熊本県熊本市中央区に所在する特別支援学校。

## 沿革
- 1965年4月1日 - 熊本大学教育学部附属養護学校発足。
- 1967年6月1日 - 附属養護学校に高等部設置。
- 2007年4月1日 - 熊本大学教育学部附属特別支援学校に改称。
- 2015年4月1日 - 熊本大学教育学部附属特別支援学校創立50周年。

## 学部
- 小学部
- 中学部
- 高等部

## 所在地
- 〒860-0862　熊本県熊本市中央区黒髪5丁目17番1号